# Prison Oval
Prison Oval to wielofunkcyjny stadion w Spanish Town na Jamajce, na którym odbywają się głównie mecze piłki nożnej. Służy jako domowa arena klubu Rivoli United. Stadion mieści 2000 osób.